# Nishi-ku (Kumamoto)
Nishi-ku (西区) er en by beliggende i Kumamoto-præfekturet i Japan. I 2019 havde byen 93.394 indbyggere.

## Ekstern henvisning
- Wikimedia Commons har flere filer relateret til Nishi-ku (Kumamoto)

32°46′35″N 130°38′51″Ø / 32.7764°N 130.6475°Ø